# Herman's Hermits
Herman's Hermits a fost o formație de muzică beat/pop, formată la Manchester în 1963 sub numele de Herman & The Hermits. Managerul și producătorul grupului, Mickie Most, a insistat ca formația să aibă o ținută curată, conformistă, nu de rebeli, cu toate că formația cânta inițial piese de rhythm and blues. Acest lucru i-a ajutat pe Herman's Hermits să aibă un succes comercial deosebit la mijlocul anilor 1960, dar le-a fost pe de altă parte un obstacol în dezvoltarea creativității lor, deoarece trebuiau să se conformeze unui șablon.
Membrii originali au fost: Keith Hopwood (chitară, vocalist), Karl Green (chitară, vocalist), Alan Wrigley (bas, vocalist), Steve Titterington (baterie) și Peter Noone (vocalist principal). Cu toate că Noone nu avea decât 15 ani la vremea aceea, era deja un actor cu experiență, jucând rolul lui Stanley Fairclough în serialul de televiziune "Coronation Street".
După unele schimbări de membri (noi-veniții fiind Derek Leckenby- chitară, vocalist; Barry Whitman-baterie) formația îl angajează pe Mickie Most ca manager și producător.
Au o serie de hit-uri, precum "I'm Into Something Good," "Mrs. Brown, You've Got a Lovely Daughter" (1965) și "I'm Henry VIII, I Am." Ultima melodie se spune că a fost la vremea aceea "cel mai rapid vândut cântec al tuturor timpurilor".
Cu toate că erau muzicieni competenți, au fost ajutați la înregistrări și de alți muzicieni de studio, de exemplu Jimmy Page sau John Paul Jones, ambii viitori membri ai formației Led Zeppelin.

## Single-uri
| An              | Titlul melodiei                                     | Poziție SUA | Poziție Marea Britanie | Poziție Noua Zeelandă |
| --------------- | --------------------------------------------------- | ----------- | ---------------------- | --------------------- |
| August 1964     | "I'm Into Something Good"                           | #13         | #1                     | #8                    |
| Noiembrie 1964  | "Show Me Girl"                                      | -           | #19                    | -                     |
| Ianuarie 1965   | "Can't You Hear My Heartbeat?"                      | #2          | -                      | -                     |
| Februarie 1965  | "Silhouettes"                                       | #5          | #3                     | #2                    |
| Martie 1965     | "Mrs. Brown, You've Got a Lovely Daughter"          | #1          | -                      | #10                   |
| Aprilie 1965    | "Wonderful World"                                   | #4          | #7                     | #3                    |
| Iunie 1965      | "I'm Henry VIII, I Am"                              | #1          | -                      | #6                    |
| August 1965     | "Just a Little Bit Better"                          | #7          | #15                    | #11                   |
| Decembrie 1965  | "A Must to Avoid"                                   | #8          | #6                     | #1                    |
| Februarie 1966  | "Listen People"                                     | #3          | -                      | #7                    |
| Aprilie 1966    | "Leaning on the Lamp Post"                          | #9          | -                      | #2                    |
| Aprilie 1966    | "You Won't Be Leaving"                              | -           | #20                    | -                     |
| Iunie 1966      | "This Door Swings Both Ways"                        | #12         | #18                    | #8                    |
| Septembrie 1966 | "Dandy"                                             | #5          | -                      | #3                    |
| Octobrie 1966   | "No Milk Today"                                     | #35         | #7                     | #2                    |
| Decembrie 1966  | "East West"                                         | #27         | #37                    | #5                    |
| Februarie 1967  | "There's a Kind of Hush"                            | #4          | #7                     | #10                   |
| Mai 1967        | "Don't Go Out Into the Rain (You're Going to Melt)" | #18         | -                      | #13                   |
| Septembrie 1967 | "Museum"                                            | #39         | -                      | -                     |
| Ianuarie 1968   | "I Can Take or Leave Your Loving"                   | #22         | #11                    | #19                   |
| Martie 1968     | "Sleepy Joe"                                        | #61         | #12                    | #4                    |
| Iulie 1968      | "Sunshine Girl"                                     | #101        | #8                     | #9                    |
| Octombrie 1968  | "The Most Beautiful Thing in My Life"               | #131        | -                      | -                     |
| December 1968   | "Something's Happening"                             | #130        | #6                     | #20                   |
| April 1969      | "My Sentimental Friend"                             | -           | #2                     | #6                    |
| Noiembrie 1969  | "Here Comes the Star"                               | -           | #33                    | -                     |
| February 1970   | "Years May Come, Years May Go"                      | -           | #7                     | -                     |
| Mai 1970        | "Bet Yer Life I Do"                                 | -           | #22                    | -                     |
| Noiembrie 1970  | "Lady Barbara"                                      | -           | #13                    | #7                    |

## EP-uri Marea Britanie
| EP Titlu                                 | Data lansării   | Nr. la Casa de discuri |
| ---------------------------------------- | --------------- | ---------------------- |
| Hermania                                 | Ianuarie 1965   | EMI/Columbia SEG 8380  |
| Mrs. Brown, You've Got a Lovely Daughter | Iulie 1965      | EMI/Columbia SEG 8440  |
| Herman's Hermits Hits                    | Septembrie 1965 | EMI/Columbia SEG 8442  |
| A Must to Avoid                          | Februarie 1966  | EMI/Columbia SEG 8477  |
| Hold On!                                 | Iunie 1966      | EMI/Columbia SEG 8503  |
| Dandy                                    | Aprilie 1967    | EMI/Columbia SEG 8520  |
| The London Look                          | 1968            | SLE 15                 |

## Albume Marea Britanie
| Titlul albumului                                   | Poziție Marea Britanie | Data lansării   | Nr. la Casa de discuri               |
| -------------------------------------------------- | ---------------------- | --------------- | ------------------------------------ |
| Herman's Hermits                                   | #16                    | Iunie 1965      | EMI/Columbia 33SX 1727               |
| When the Boys Meet the Girls (Original Soundtrack) | -                      | Mai 1966        | MGM C/CS-8006                        |
| Both Sides of Herman's Hermits                     | -                      | Octombrie 1966  | EMI/Columbia SX 6084                 |
| There's a Kind of Hush All Over the World          | -                      | Mai 1967        | EMI/Columbia SX/SCX 6174             |
| Mrs. Brown, You've Got a Lovely Daughter           | -                      | August 1968     | EMI/Columbia SX/SCX 6303             |
| The Best of Herman's Hermits                       | -                      | Aprilie 1969    | EMI/Columbia SX 6332                 |
| The Most of Herman's Hermits                       | #14                    | Septembrie 1971 | EMI/Music For Pleasure MFP 5216      |
| The Most of Herman's Hermits Volume 2              | -                      | 1972            | EMI/Music For Pleasure MFP 50008     |
| Herman's Hermits' Greatest Hits                    | #37                    | September 1977  | K-Tel NE 1001                        |
| The Very Best of Herman's Hermits                  | -                      | 1984            | EMI/Music For Pleasure MFP 41 5685 1 |

## Albume SUA/Canada
| Titlul albumului                                   | Poziție SUA | Data lansării   | Nr. la Casa de discuri |
| -------------------------------------------------- | ----------- | --------------- | ---------------------- |
| Introducing Herman's Hermits                       | #2          | Februarie 1965  | MGM E/SE-4282          |
| Herman's Hermits On Tour                           | #2          | Iunie 1965      | MGM E/SE-4295          |
| The Best of Herman's Hermits                       | #5          | Noiembrie 1965  | MGM E/SE-4315          |
| When the Boys Meet the Girls (Original Soundtrack) | -           | Februarie 1966  | MGM E/SE-4334          |
| Hold On!                                           | #14         | March 1966      | MGM E/SE-4342          |
| Both Sides of Herman's Hermits                     | #48         | August 1966     | MGM E/SE-4386          |
| The Best of Herman's Hermits, Vol. 2               | #20         | Decembrie 1966  | MGM E/SE-4416          |
| There's a Kind of Hush All Over the World          | #13         | Martie 1967     | MGM E/SE-4438          |
| Blaze                                              | #75         | Octombrie 1967  | MGM E/SE-4478          |
| The Best of Herman's Hermits, Vol. 3               | #75         | Ianuarie 1968   | MGM E/SE-4505          |
| Mrs. Brown, You've Got a Lovely Daughter           | #182        | Septembrie 1968 | MGM SE-4548ST          |

## Filmografie
- 1965 — Pop Gear
- 1965 — When the Boys Meet the Girls
- 1966 — Hold On!
- 1968 — Mrs. Brown, You've Got a Lovely Daughter